# Cidadela de Petersberg
A Cidadela de Petersberg (em alemão:Zitadelle Petersberg) em Erfurt, na Alemanha central, é uma das maiores e mais preservadas cidades-fortalezas na Europa. A cidadela foi construída na colina de Petersberg, na parte a noroeste do antigo centro da cidade, a partir de 1665, quando Erfurt era governada pelo Eleitorado de Mogúncia (Mainz). Ela está rodeada por mais de dois quilómetros de muros de pedra e possui área de 36 hectares.
Ao longo desse período, Erfurt também foi governada pela Suécia, pela Prússia, por Napoleão, pelo Império Alemão, pelo Nazismo e pelas forças soviéticas de ocupação no pós-II Guerra Mundial. Durante boa parte da segunda parte do século XX, a cidade fez parte da República Democrática Alemã (Alemanha Oriental). Todos esses regimes utilizaram  as estruturas da Cidadela de Petersberg e tiveram influência sobre o seu desenvolvimento. A fortaleza barroca esteve em uso militar até 1963. Desde a reunificação alemã em 1990, a fortaleza passou por importantes restaurações e agora está aberta ao público como um local de interesse histórico. O seu labirinto de passagens subterrâneas também está  aberto à visitação e a  padaria, datada de 1832, está novamente em funcionamento.
A fortaleza também é conhecida pelo seu nome francês, Citadelle de Petersberg, uma vez que as tropas francesas estiveram estacionadas ali no período de 1806 a 1814, quando Erfurt esteve sob ocupação napoleônica. Napoleão visitou Erfurt várias vezes e a cidadela foi ampliada durante seu domínio, embora partes dela tenham sido danificadas em uma batalha em 1813.
A cidadela foi construída no local de um mosteiro Beneditino e as primeiras partes do complexo da datam do século XII.
O antigo quartel inferior (em alemão: Untere Kaserne) é agora utilizada para sediar a administração dos arquivos da Agência de Registros da Stasi.
A Cidadela de Cyriaksurg é uma pequena fortaleza a sudoeste do centro da cidade de Erfurt, datada de 1480. Agora é a sede do Museu de Horticultura Alemão. Durante o período Napoleônico uma trincheira oculta conectando as duas cidadelas foi construída. Os restos desta ligação ainda podem ser vistos na Cidadela de Cyriaksburg.

## História

### Origem

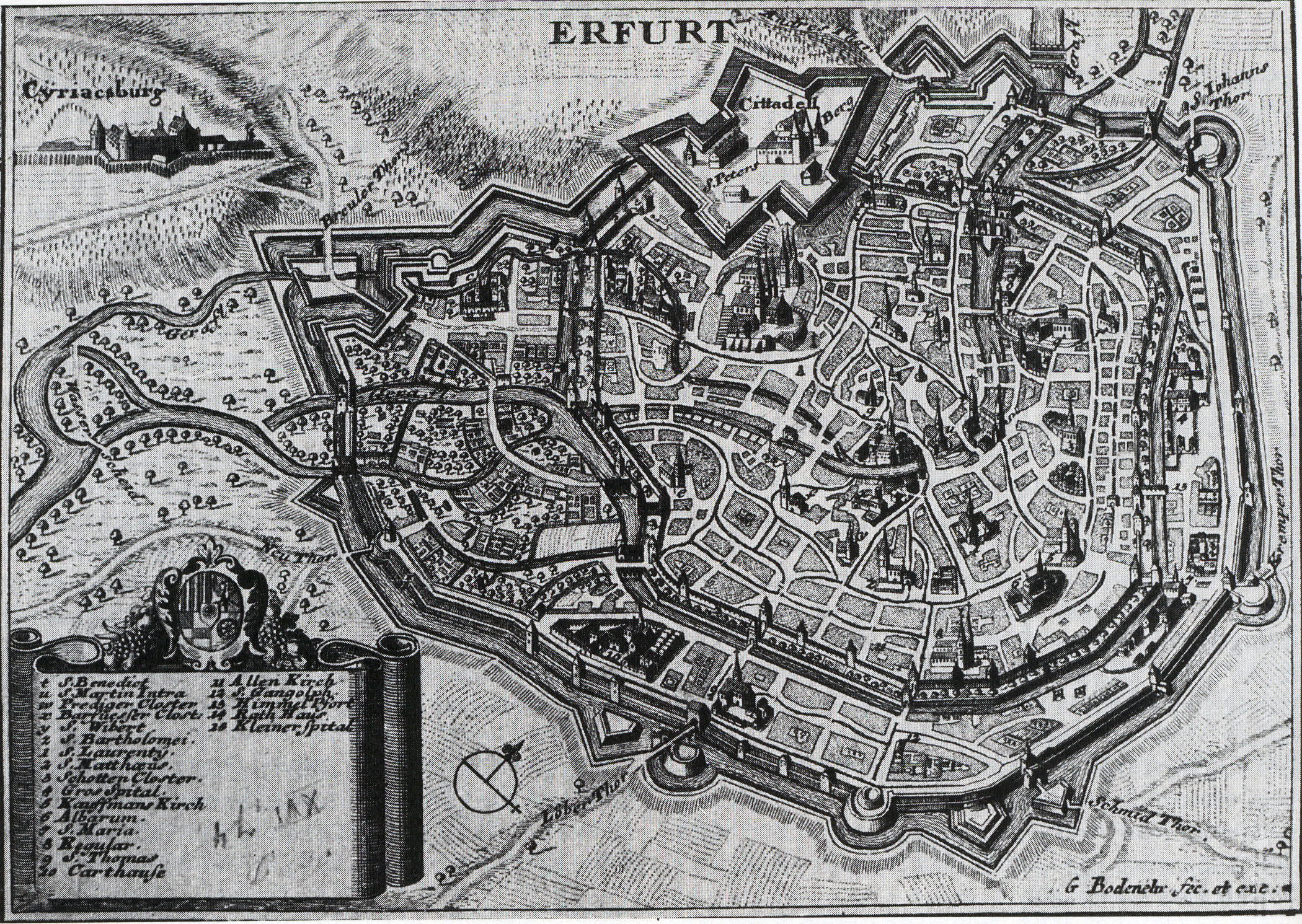
Mapa da cidade murada de Erfurt, 1730, mostrando Cidadela de Petersberg no topo da parte ocidental da cidade.

A Cidadela de Petersberg está entrelaçada com a história de Erfurt. A cidade foi mencionada pela primeira vez no ano de 742 em uma carta de São Bonifácio de Mogúncia ao Papa Zacarias, quando a Diocese de Erfurt foi estabelecida. Ela fazia parte do Sacro Império Romano-Germânico, e foi trazida para a Diocese de Mainz em 755. A primeira descoberta arqueológica da Idade Média na colina de Petersberg é uma moeda que datada de c.850, do tempo de Lotário I, Sacro Imperador Romano de  817 a 855. Ela foi encontrada numa sepultura, na boca de um falecido.
A construção remanescente mais antiga da cidadela é a Peterskirche (Igreja de São Pedro), que fazia parte do Monastério Beneditino de São Pedro e São Paulo, em função do qual a colina e posteriormente a cidadela foi denominado. O primeiro registro histórico que evidencia a existência do mosteiro data de 1060, mas é possível que este já existisse há considerável tempo antes disso. O edifício original pereceu num incêndio em 1080, mas foi reconstruído entre 1103 e 1147 e a igreja de São Pedro é datada do segundo período.
A cidade tornou-se gradualmente mais independente durante o século XII e em 1217, tornou-se totalmente independente, com a fundação de seu próprio conselho municipal. De 1066 a 1873, a cidade velha de Erfurt esteve cercada por uma muralha. Por volta de 1168 esta foi estendida para circundar todo o lado ocidental da colina de Petersberg, colocando-a dentro dos limites da cidade. Por volta de 1625, o conselho da cidade reforçou a muralha na colina de Petersberg  com a construção de um grande hornaveque e dois baluartes. Estes são os bastiões chamado Gabriel e Miguel. Durante a Guerra Dos Trinta Anos (1618-1648), Erfurt foi ocupada pelas forças suecas a partir de 1631. O rei sueco Gustavo II Adolfo, esperava construir uma fortaleza na colina de Petersberg, mas morreu em 1632 e seus planos jamais se concretizaram. No entanto, os suecos fortaleceram o bastião Gabriel em 1643. Em 1664, a cidade e os arredores foram conquistados pelo Eleitorado de Mogúncia. Em 1 de junho de 1665 a pedra fundamental da Cidadela de Petersberg foi colocada.

### A construção da cidadela
A primeira fase de construção foi de 1665 a 1707, seguindo uma ordem de Johann Philipp von Schönborn (1605-1673), Arcebispo-Eleitor de Mainz, e Bispo de Würzburg e Worms, para a construção da cidadela. Von Schönborn havia recém-conquistado Erfurt, e queria construir a fortaleza para demonstrar o seu poder para a população local, a fim de suprimir quaisquer ideias de rebelião.
Um plano que o arquiteto de Erfurt, Caspar Vogel (c.1660-1663) havia criado para o rei sueco Gustavo II Adolfo serviu como modelo básico para a fortaleza, e seu trabalho foi substancialmente influenciado por Antonio Petrini (c.1620-1701) o arquiteto da corte imperial de Mogúncia. Isto incluiu a construção das muralhas, dos baluartes e dos revelins chamados Anselm e Lotha, a principal porta de entrada (Peterstor), o edifício do comandante, três quartéis, que estão entre as mais antigas construções militares na Alemanha e os túneis dentro das paredes, chamados Horchgänge em alemão.
A segunda fase de construção foi de 1707 a 1728, sob a direção do arquiteto Maximilian von Welsch (1671-1745), que foi tornado um cavaleiro imperial com o título Edler von Welsch por seus serviços de arquitetura por Carlos VI, sacro Imperador Romano-Germânico, em 1714. Welsch colocou especial ênfase no reforço da fortaleza e nas defesas de trincheiras.
Erfurt tornou-se parte do Reino da Prússia em 1802, para compensar a perda de seus territórios na margem esquerda do Reno para a França. No entanto, em 16 de outubro de 1806, Erfurt foi entregue às forças francesas no episódio conhecido como a Capitulação de Erfurt, que se seguiu à derrota prussiana na Batalha de Jena-Auerstadt.

### Período napoleônico (1806-1814)

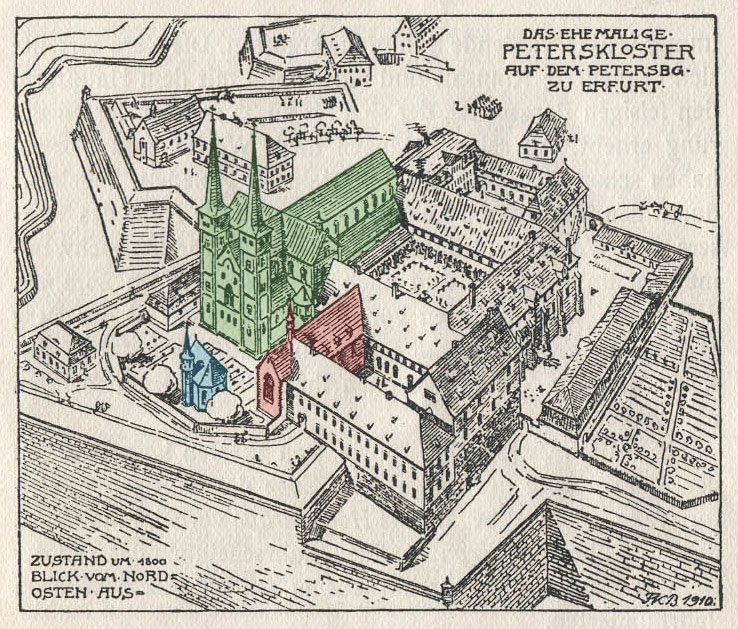
Edifícios do mosteiro em 1800. Eles foram danificados durante uma batalha em 1813. A igreja de São Pedro está marcada em verde, a capela Corpus Christi está em azul e a Capela de Sant'Ana está em vermelho.

As tropas francesas permaneceram estacionadas em Erfurt, de 1806 a 1814, quando Erfurt estava sob ocupação napoleónica. Napoleão chegou à cidade em 23 de junho de 1807, e criou o Principado de Erfurt, que ele governou diretamente.
Napoleão visitou Erfurt algumas vezes durante a ocupação francesa. Ele demonstrou interesse particular na Cidadela de Petersberg. Ele ficou em Erfurt, de 27 de setembro a 14 de outubro de 1808, quando ele se encontrou com o Czar Alexandre I da Rússia para o Congresso de Erfurt. Os dois líderes visitaram a Cidadela de Petersberg juntos durante o Congresso.
Ele também foi para Erfurt em 15 de dezembro de 1812, em seu regresso da Rússia para a França e novamente de 25 a 28 de abril de 1813. Em 21 de abril de 1813, ele ordenou que Cidadela de Petersberg fosse reforçada e equipada para que pudesse manter 2000 homens sob um cerco de até seis meses. Tanto as tropas francesas quanto os civis residentes de Erfurt foram colocados parao trabalho no projeto, com mais de 3.000 civis que trabalharam na construção de valas que circundam as paredes externas. O trabalho foi desenvolvido noite e dia, com a utilização de tochas para o serviço noturno. Durante este tempo uma trincheira secreta ligou as cidadelas de Petersburg e Cyriaksburg, os restos da qual ainda podem ser vistos na Cyriaksburg.
Em 4 de novembro de 1813, forças prussianas, austríacas e russas forças chegaram a Erfurt tentando fazer os franceses se renderem e abandonarem a Cidadela de Petersberg. Não houve rendição e um incêndio iniciou-se na fortaleza no dia 6 de novembro, às seis horas da manhã. Alguns edifícios pegaram fogo, incluindo o principal, a guarita, o mosteiro e partes da Igreja de São Pedro. Cento e vinte e uma casas no centro da cidade abaixo da cidadela também foram destruídas.
Os franceses não se renderam, mas houve uma longa trégua e, no início de janeiro de 1814, a cidade de Erfurt, foi entregue aos Prussianos, apesar de as tropas francesas permanecerem nas cidadelas de Petersberg e Cyriaksburg. Quando Paris foi capturada pelas tropas aliadas em abril de 1814, as tropas Napoleônicas ainda permaneceram na cidadela de Petersberg. Não foi antes de 5 de maio de 1814 que o marechal francês Alexandre Dalton se rendeu e entregou de forma pacífica a fortaleza aos Prussianos.

### Período prussiano (1814-1871)

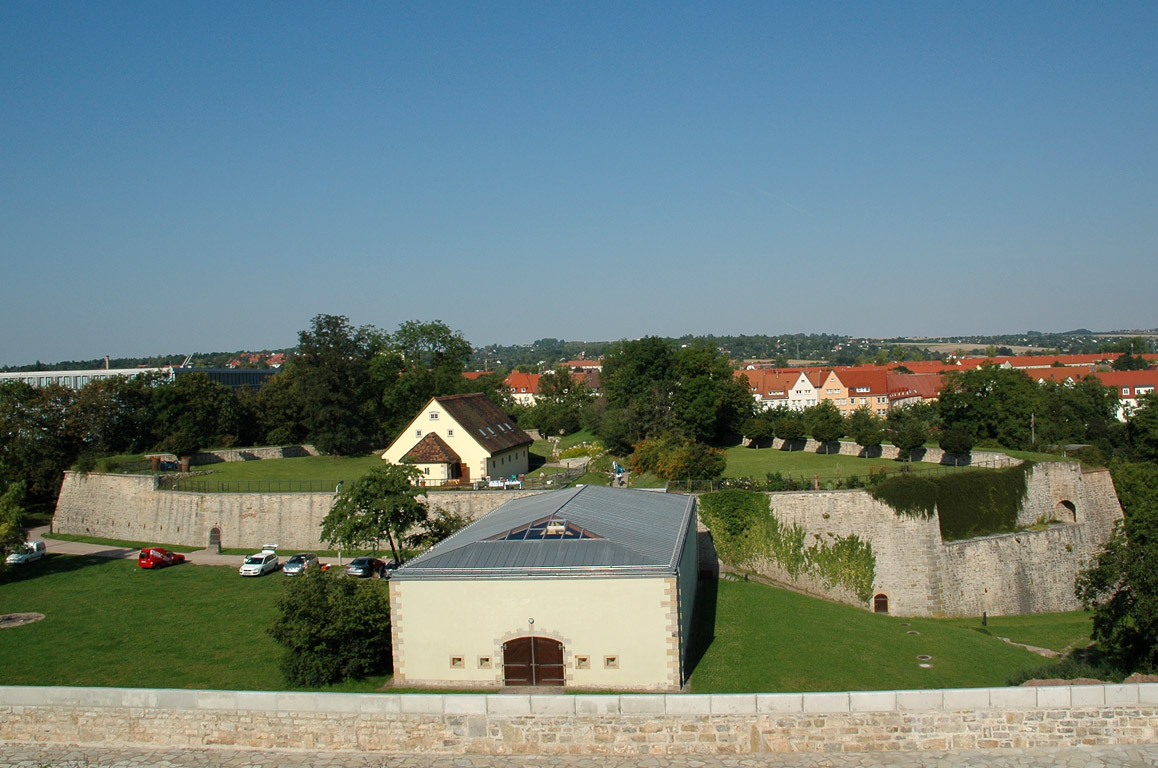
Caponier I, construído entre 1824 e 1825, entre a muralha da cidadela e o revelim Anselm

Quando os prussianos reouveram a fortaleza em 1814, começaram uma nova fase de construção, que durou até 1868. Eles queriam fazer a fortaleza "à prova de bombas", e torná-la resiliente ao poder de fogo dos novos armamentos da época. Ao longo desse período, foi construído o conjunto de quartéis de defesa, a padaria, poços d'água, latrinas e caponiers. Um caponier é parte de uma fortificação construída em uma vala para fornecer uma defesa coberto para a vala e/ou o acesso a partes externas do forte.

### Império Alemão (1871-1918)
Após a unificação alemã em 1871, Erfurt tornou-se parte do recém-criado Império Alemão. A ameaça à cidade, vinda de seus vizinhos saxões e bávaros já não estava mais presente; por isso, decidiu-se desmantelar as muralhas da cidade. Apenas alguns resquícios permanecem até hoje.
Em junho de 1873, o imperador Guilherme I deu ordens para a demolição completa das cidadelas de Petersberg e Cyriaksburg, mas devido à falta de fundos isto não foi feito. Dois revelins (Peter e Wilhelm) e o hornaveque ao longo das paredes foram removidos. Uma estrada de acesso foi construída e Lunette I foi demolida, enquanto Luneta II e o revelim Gabriel foram reduzidos em altura. O entulho foi utilizado para aterrar as valas.
Antes da I Guerra Mundial, houve um renovado interesse estratégico-militar na Cidadela de Petersberg. Novos edifícios, tais como oficinas, armazéns, quartéis e um centro de detenção militar foram construídos entre 1912 e 1914.

### Pós-I Guerra Mundial
A fortaleza manteve-se como uma importante guarnição até o fim da guerra, em 1918. Após a I Guerra Mundial, como resultado do Tratado de Versalhes, em 1919, houve um gradual abandono das instalações militares durante a República de Weimar. Petersberg foi utilizada para como jardim público e pela polícia civil, que manteve no complexo um centro de detenção, garagens, oficinas e lojas.

### Período nazista (1933-1945)

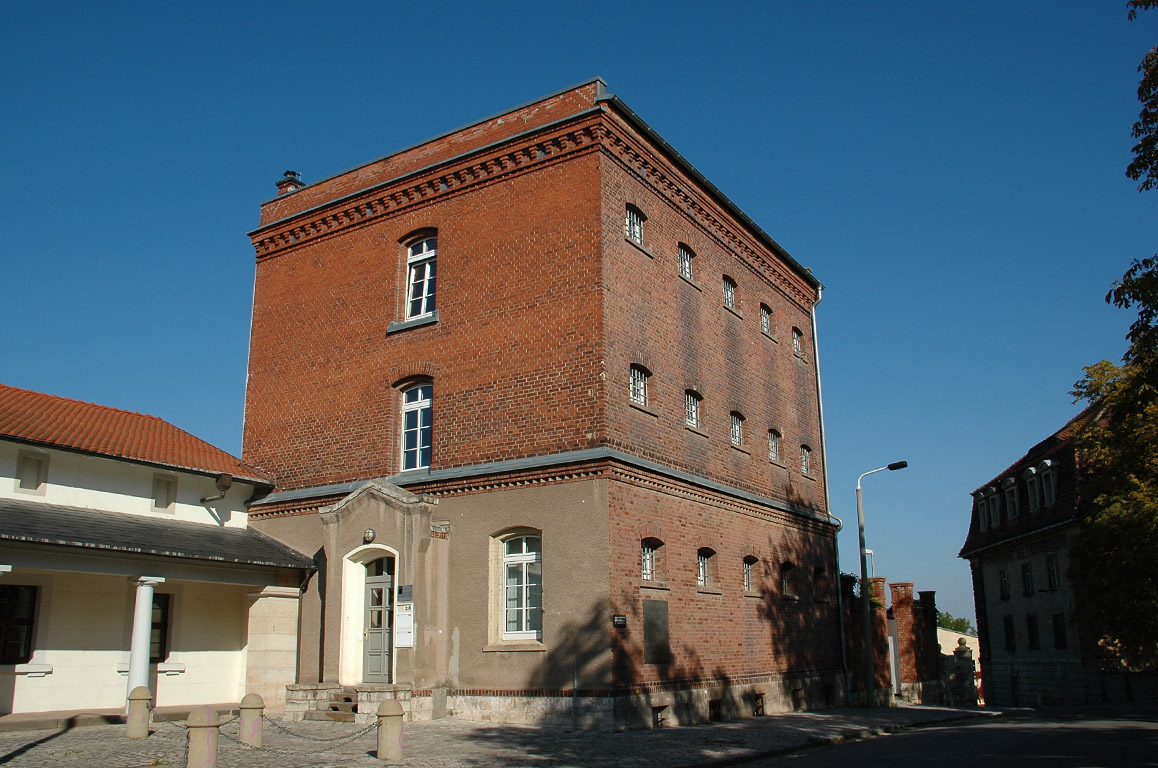
Centro de detenção, construído de 1912 a 1914, onde os adversários políticos eram mantidos pelos nazistas.

Quando os Nazistas chegaram ao poder em 1933, estes novamente deram à fortaleza uso militar. Eles construíram casamatas, e, a partir de 1935, basearam ali unidades do exército, da reserva do exército e o escritório do distrito de recrutamento militar.
Também a partir de 1935, os nazistas usaram partes da cidadela como prisão para detenção de seus inimigos políticos, tais como comunistas e sindicalistas. Eles foram mantidos em um centro de detenção da polícia originalmente construído para acomodar até 60 presos, mas que pico manteve 241 detentos na instalação. Muitos dos prisioneiros foram enviados diretamente da cidadela de Petersberg para campos de concentração. Alguns foram assassinados pelos Nazistas dentro da própria cidadela. Os nazistas também estabeleceram um tribunal militar na cidadela para lidar com casos militares, como os deserção, com o poder de  sentenciar à morte e, às vezes, essas pessoas foram executadas imediatamente. Hoje existe ali um memorial aos que foram fustigados pelos nazistas.
Também houve danos ao complexo durante a  II  Guerra Mundial: inclusive a Leonhardskirche (igreja de São Leonardo, que foi totalmente destruída em um ataque aéreo. A igreja fora convertida em paiol.

### Pós-II Guerra Mundial
No final da II Guerra Mundial, Erfurt foi libertada pelas forças americanas em abril de 1945, e entregue à administração soviética em 3 de julho de 1945, conforme acordado na Conferência de Yalta, ocorrida em fevereiro daquele ano. Em 1944, foi estabelecido um campo de trânsito para pessoas deslocadas e este campo continuou operando sob a ocupação soviética após a guerra.
Em 1949, a zona de ocupação soviética na Alemanha tornou-se a República Democrática Alemã (mais conhecida como Alemanha Oriental). A partir de 1947 a Cidadela de Petersberg foi utilizada principalmente para fins civis, com os quartéis destinados à polícia civil. De 1956 a 1963, o Exército Nacional Popular (em alemão: Nationale Volksarmee) usou a cidadela e o seu quartel, mas em seguida, mudou-se para novas instalações na periferia da cidade. Depois disto, os principais usuários do complexo foram a polícia, para armazenamento de equipamentos. A Stasi manteve ali armazéns e oficinas até 1990. O resto da cidadela não foi utilizado e as plantas foram deixadas a crescer naturalmente.

### Restauração
Após a reunificação alemã em 1990, um projeto enorme para restaurar a cidadela foi iniciado. Foi o maior projeto realizado pelo conselho da cidade de Erfurt, tendo sido financiado pelo conselho da cidade e do estado da Turíngia,  além do governo federal alemão. Mais de 300 empregos temporários foram gerados. A maioria dos edifícios construídos após 1868 foram demolidos e a maioria dos edifícios anteriores, incluindo a igreja de São Pedro, datada do século XII, foram restauradas ou estabilizadas, as valas foram limpas e os muros e baluartes foram reparados, os horchgänge (túneis) foram limpos, e a padaria de 1832 com forno a lenha foi colocada novamente em funcionamento. Em janeiro de 2018, a restauração ainda estava em curso.

## Principais edifícios e estruturas

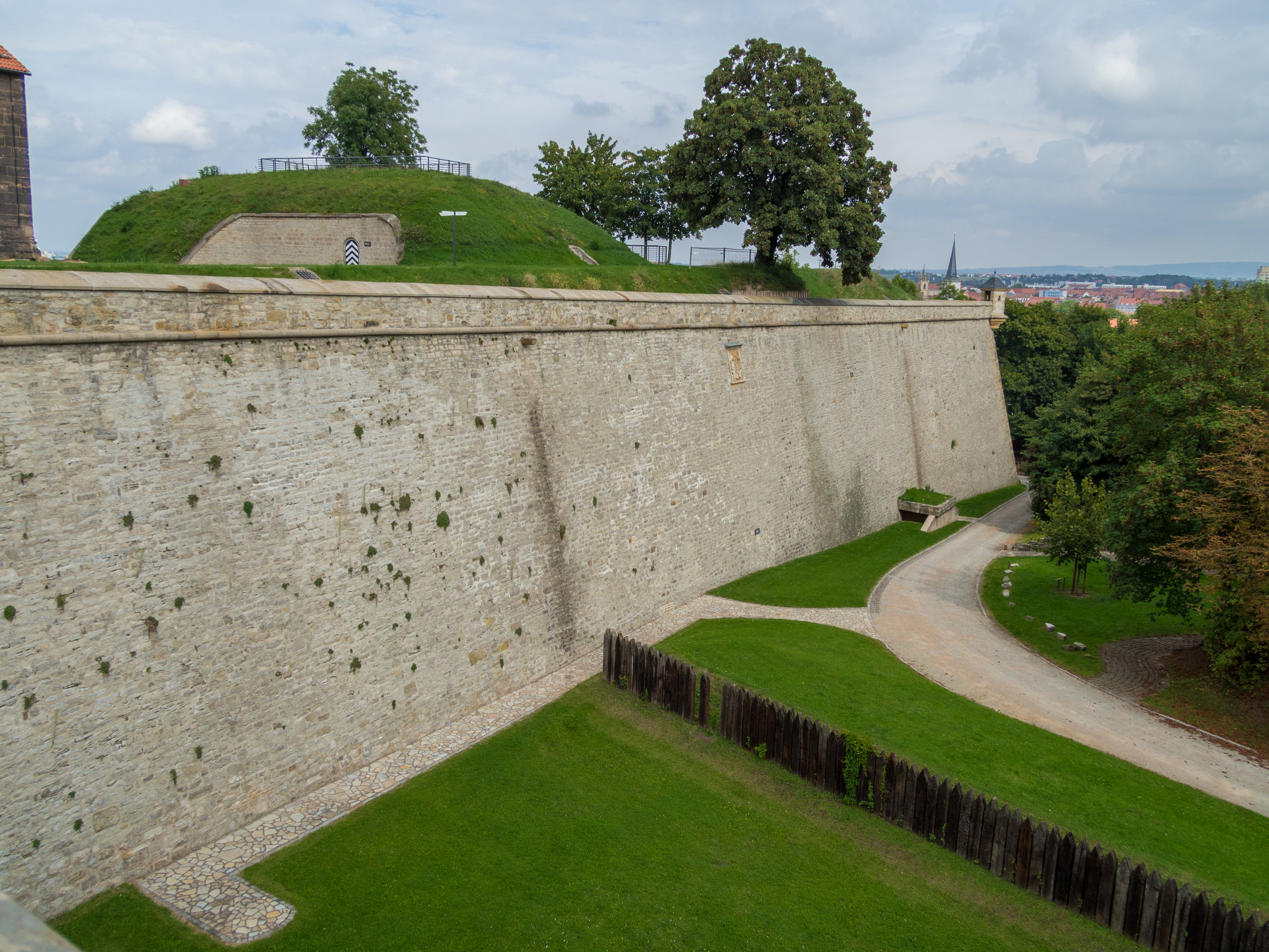
Muralha de pedra da Cidadela de Petersberg

A fortaleza está cercada por 2180 metros de muralhas de pedra, que foram erguidas na primeira fase de construção, com início no ano de 1665. Elas formam base em formato de estrela em torno da fortaleza, feita com oito baluartes e quatro revelins e têm entre 1,2 e 6 metros de espessura e com de 8 a 26 metros de altura. Há pequenas torres de vigia. Na atualidade há apenas três revelins depois que o revelim Wilhelm foi removido no século XIX.
Existem túneis dentro das muralhas, chamados Horchgänge em alemão. No momento em que a fortaleza foi construída inicialmente não havia trincheiras ou fossos além da parede, de modo que os Horchgänge foram construídos para que os soldados pudessem caminhar através deles para ouvir alguém tentando cavar um túnel em direção à fortaleza.

### Portão e Edifício do Comandante (Peterstor & Kommandantenhaus)

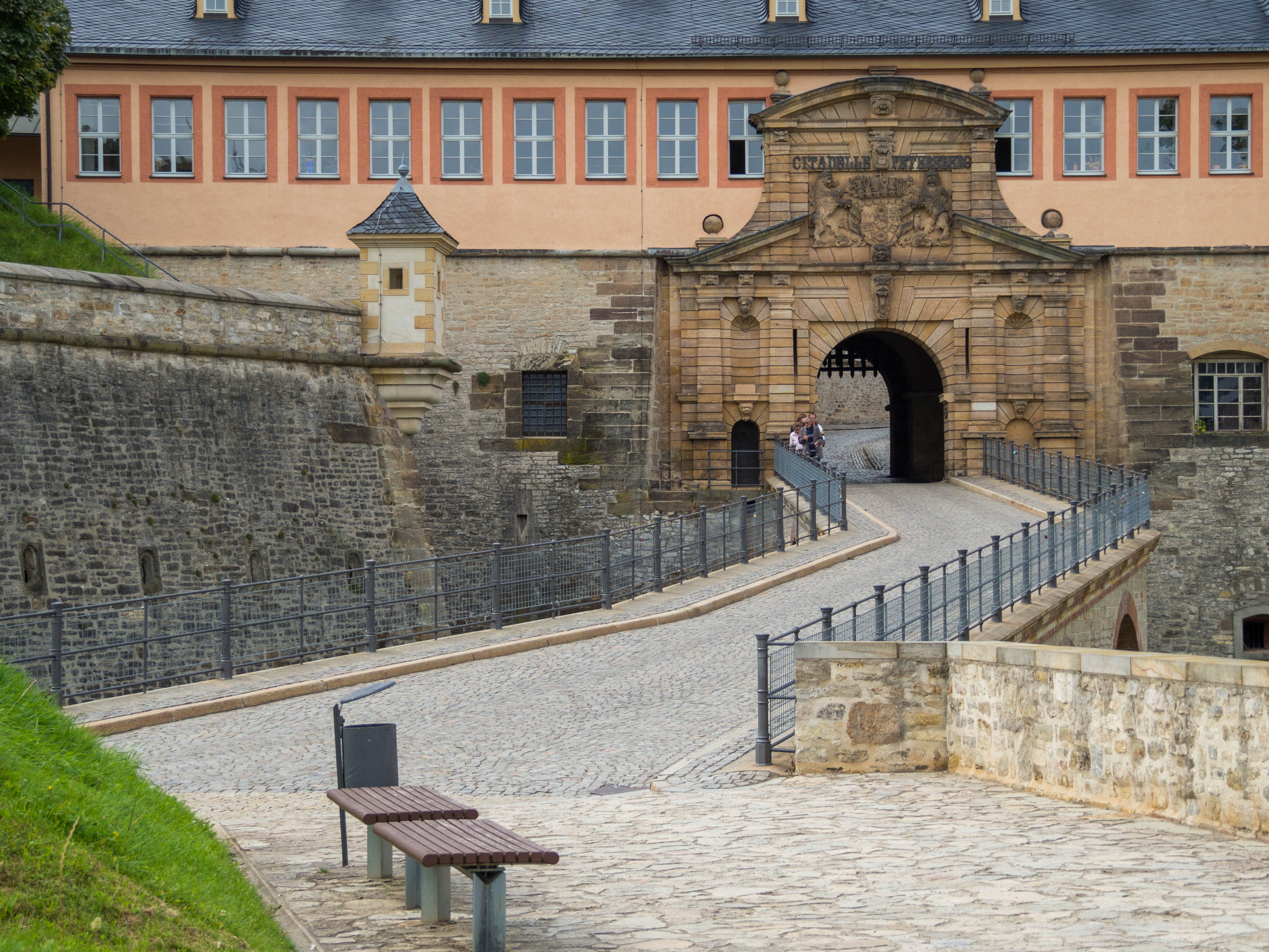
Portão principal e Edifício do Comandante, 2014

A Peterstor, a entrada principal da fortaleza, foi construída a partir de 1666-1668. Ela foi projetada por Antonio Petrini e traz o brasão de armas de Johann Philipp von Schönborn (1605-1673), o Arcebispo-Eleitor de Mogúncia. Em 1993, as duas grades levadiças de madeira foram reconstruídas dentro da entrada de arco duplo. A inscrição acima da porta, "Citadelle de Petersberg", foi feita em 1861.
O Edifício do Comandante foi construído em 1669 por uma equipe de construção italiana. A partir de 1939 a 1945, ele foi usado como um tribunal militar pelos Nazistas. Ele foi restaurado em 1998 e atualmente é usado por Tanztenne Petersberg, uma escola de dança tradicional e de dança folclórica da Turíngia.

### Igreja de São Pedro (Peterskirche)

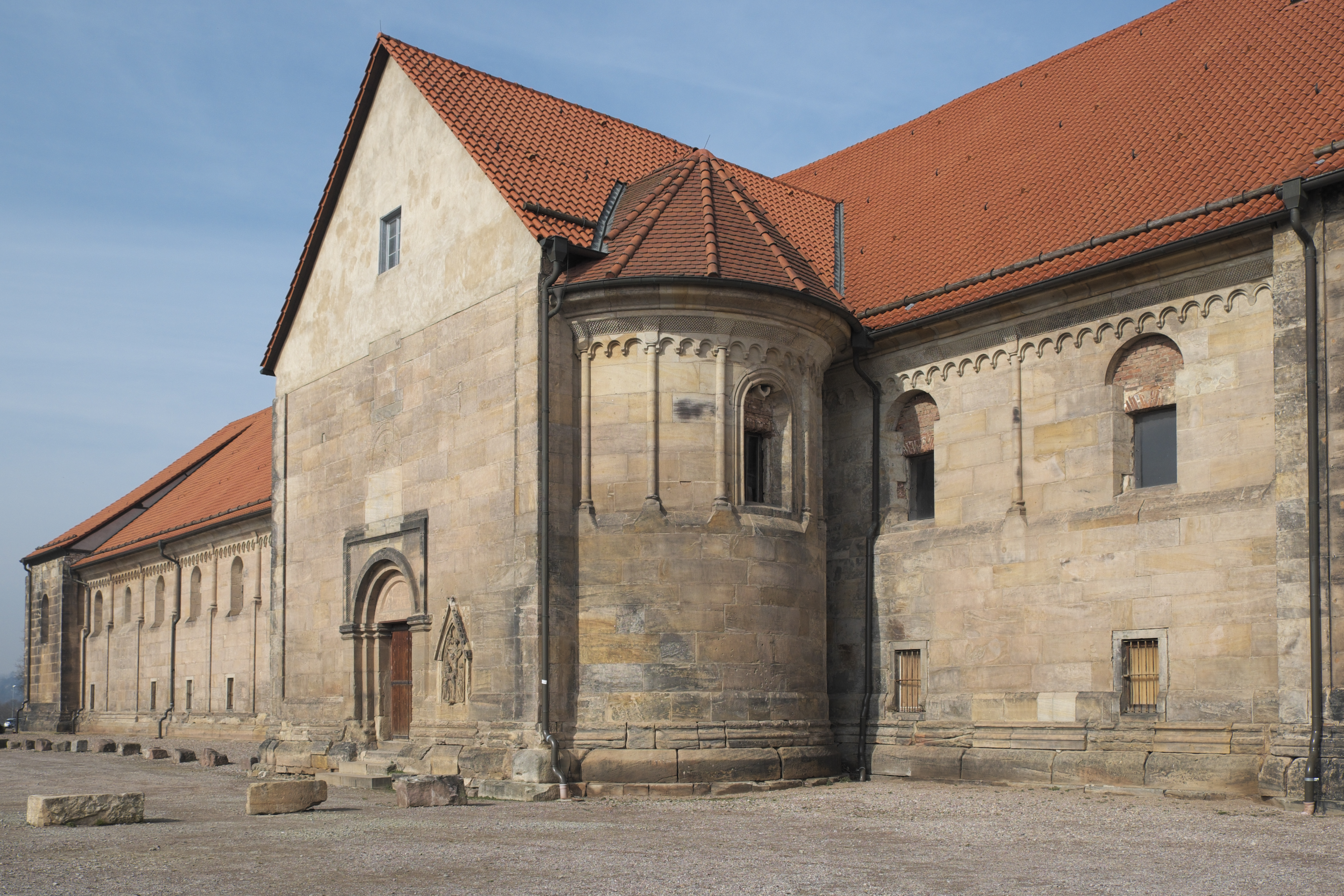
Igreja de São Pedro, construída entre 1103 e 1147

A Peterskirche, igreja do mosteiro, uma construção com 75 metros de comprimento, foi construída entre 1103 e 1147. Ele originalmente tinha duas torres na sua extremidade leste, que, juntamente com as torres da catedral de Erfurt e a Severikirche, dominavam o horizonte da cidade. Até o final do século XIII, os Imperadores do Sacro Império Romano-Germânico, muitas vezes realizavam tribunais na igreja. Também ocorreram sínodos ali. Em novembro de 1181 uma Dieta Imperial foi realizada na igreja, presidida pelo Sacro Imperador Romano-Germânico Frederico I, conhecido como Barbarossa. Ali, o primo de Barbarossa, Henrique, o Leão submeteu-se à autoridade do imperador depois de vários anos de oposição e cedeu a maior parte de suas terras.
Durante a Guerra dos Trinta Anos (1618-1648) Erfurt foi ocupada a partir de 1631 pelas tropas de Gustavo II Adolfo da Suécia. Em 1632, os suecos brevemente dissolveram o mosteiro e, temporariamente, converteram-no em um mosteiro protestante em 1633. Após a ocupação, apenas três monges permaneceram. A igreja foi danificada e os tesouros e depósitos do mosteiro foram saqueadas. O dano para a igreja foi reparado na primeira e segunda fases de construção da cidadela, em 1672 e 1727. Em 1765 o seu interior foi adaptado ao estilo barroco por estucadores italianos.
Em 1803, o mosteiro foi secularizado. Em 6 de novembro de 1813, tropas prussianas bombardearam os franceses que ocupavam a cidadela e muito do complexo pegou fogo, incluindo a igreja e os edifícios do mosteiros. Estes mais tarde, foram então completamente removidos pelos prussianos que tomaram posse da cidadela em maio de 1814. A partir de 1820, o restante da igreja foi utilizado como um armazém de farinha e de provisões militares. As torres foram desmanteladas, um novo telhado foi construído e três níveis de armazenamento foram construídos ali dentro. Apesar destas alterações, o edifício ainda possui traços medievais e barrocos nos detalhes arquitetônicos, nas esculturas e pinturas, assim como o monumental tamanho do prédio ainda pode ser apreciado.
Desde 1993, a igreja tem sido utilizada como um espaço de exposição internacional de arte concreta, isto é, a arte que coloca uma forte ênfase na abstração geométrica.

### Quartéis de Defesa (Defensionkaserne)

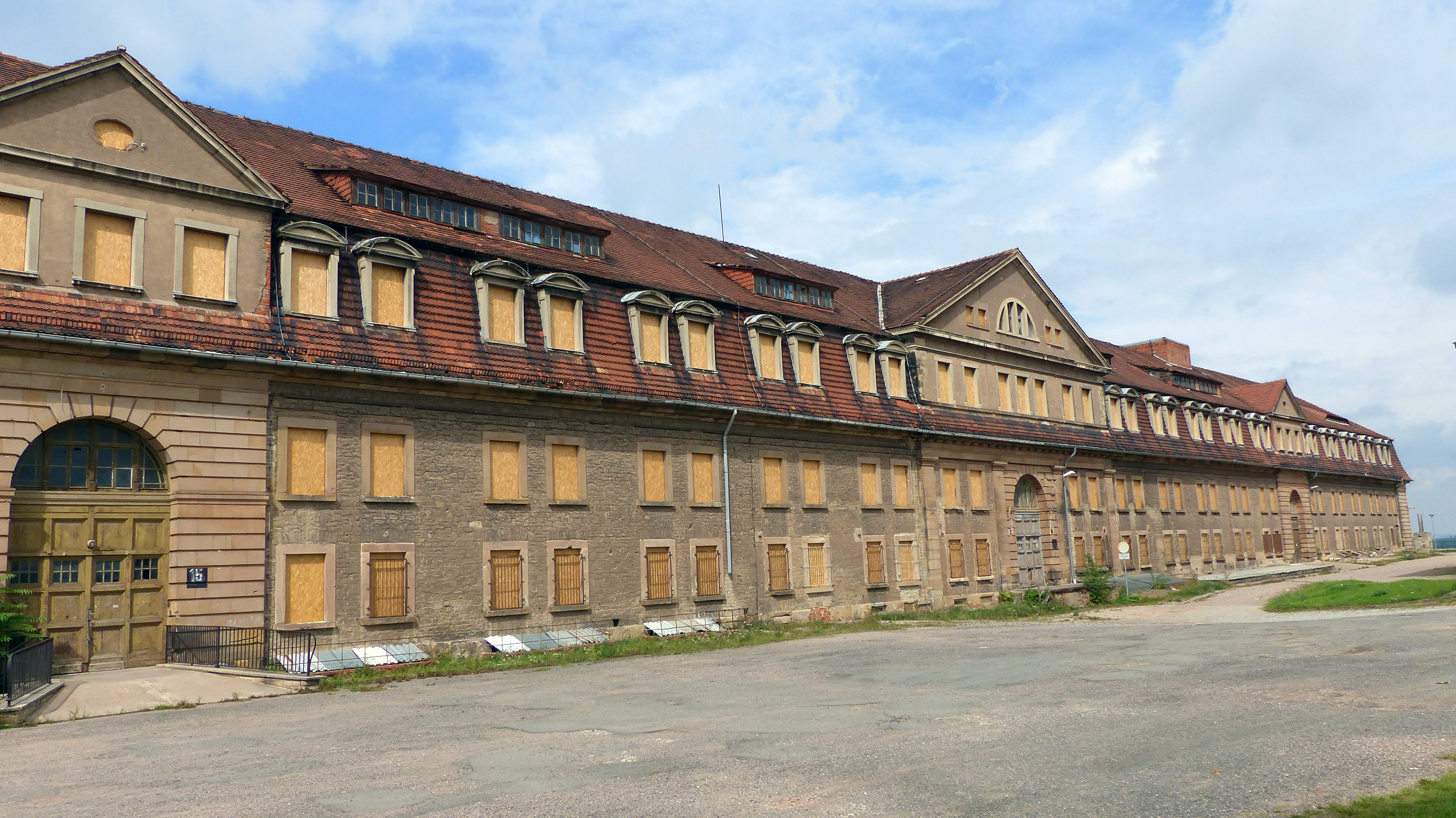
Quartéis de Defesa, 2014

Os Quartéis de Defesa são, de longe, o maior edifício na Cidadela de Petersberg, foram construídos entre 1828 e 1831 pela administração prussiana, no local do antigo mosteiro danificado por fogo em 1813 e, mais tarde, demolido.
O edifício possui de 167 metros de comprimento por de 18,8 metros de largura. As paredes externas têm até 2 metros de espessura. Ele pode acomodar cerca de 500 soldados e foi criado principalmente como posição de artilharia para dificultar o acesso do inimigo à parte alta, no norte da cidadela. Após a unificação da Alemanha, em 1871, o edifício foi usado principalmente para o alojamento de soldados e para armazenamento. Em 1912-1913, foi remodelado e expandido com um telhado de mansarda neobarroco e a adição de grandes janelas em ambos os lados do edifício. Após as mudanças, a construção passou a poder alojar 750 soldados.
Após o fim da I Guerra Mundial , em 1918, como resultado do Tratado de Versalhes, em 1919, houve uma diminuição gradual do uso de instalações militares na Alemanha. O quartel foi utilizado como edifício residencial e como alojamento para a polícia civil e o Freikorps Thüringen, uma unidade do exército composta de milícia civil .
Durante o rearmamento do exército durante o período nazista período, houve novo uso militar da cidadela de Petersberg. De 1936 a 1938 parte do quartel foi utilizado para a nova sede do Regimento Motorizado de Infantaria nº. 71, e a partir de 1938 e 1939, como sede regional do exército, abrigando escritórios administrativos. Em 1944, um campo de trânsito para pessoas deslocadas, foi estabelecido no edifício e este uso foi continuado pela ocupação soviética após a guerra.
Quando a República Democrática Alemã (Alemanha Oriental) foi fundada em 1949, a cidadela novamente foi usada pelos militares. Os Quartéis de Defesa foram usados para acomodar uma escola de polícia, o Kasernierte Volkspolizei (um precursor para o Nationale Volksarmee - Exército Nacional Popular). Depois de 1963 a cidadela tornou-se propriedade da cidade de Erfurt e o edifício foi usado para armazenamento. Ele está desde o ano 2000 e há em curso a há discussões sobre como ele será finalmente restaurado e usado.

### Caserna A (Kaserne A)

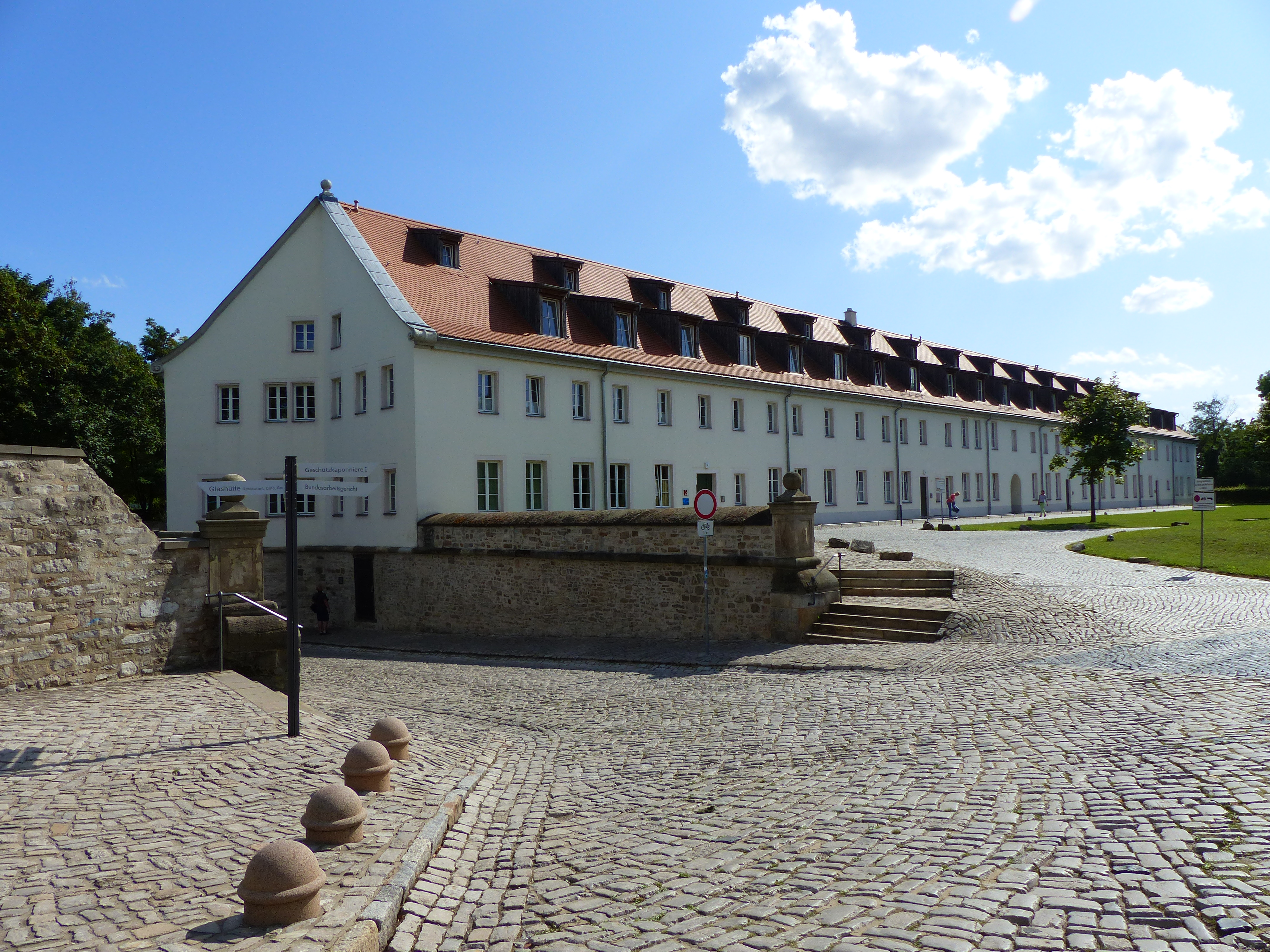
Caserna A em 2014

A Caserna A foi construída em 1675. O edifício de 94 metros de comprimento possui um terraço de quatro casas com entradas independentes e um portão central que fornece acesso a um pátio interno. Ele foi usado como quartel até o final da I Guerra Mundial em 1918. Depois foi usado para habitação de civis. A partir de 1935-1945 abrigou o Wehrbezirkskommando (Quartel-General do Comando do Distrito Militar. A partir de 1945, tornou-se um lar de idosos. O prédio foi restaurado entre 2000 e 2001 e que agora abriga uma mistura de apartamentos privados e escritórios.

### Quartel Menor (Untere Kaserne)
O Quartel Menor foi construído c.1690. Agora abriga a Agência de Registros da Stasi, oficialmente, a Bundesbeauftragt für die Stasi-Unterlagen (BStU). Oferece exposições públicas e visitas guiadas, em alemão, toda terceira quinta-feira do mês. O BStU tem 15 tais acervos regionais na Alemanha.

### Quartel de Artilharia (Artilleriekaserne)
O Quartel de Artilharia foi construído entre 1679 e 1681. Alas foram adicionadas ao edifício em 1825. Ele esteve em uso militar até o ano de 1964, quando abrigava o quartel-general militar. Ele foi restaurado entre 1990 e 1993. Escritórios administrativos do departamento para o monumento de proteção e arqueologia (Thüringische Landesamt für Denkmalpflege und Archäologie, TLDA) Turíngia estão agora alojados no edifício.

### Aposentos de Manutenção do Sargento (Schirrmeisterei)
Os Aposentos de Manutenção do Sargento foram construídos em 1530, como parte do Mosteiro de São Pedro e São Paulo. A partir de 1665, quando os militares assumiram o complexo, ele foi usado como o Marketenderei, ou seja, para abrigar a loja de um comerciante que acompanhava um exército de modo a vender provisões para os soldados. Depois de 1820, tornou-se um espaço agrário para a guarnição prussiana.

### Igreja de São Leonardo (Leonhardskirche)
Não se sabe exatamente quando a Leonhardskirche foi construída, mas a primeira menção a ela data de 1185. Ele foi originalmente construída em estilo românico, mas depois que o lugar tornou-se uma fortaleza as janelas foram alteradas e o edifício tornou-se um paiol de artilharia. Ela foi destruída durante um ataque aéreo na II Guerra Mundial. No início da década de 1990, as fundações foram escavadas e podem ser vistas hoje.

## Galeria

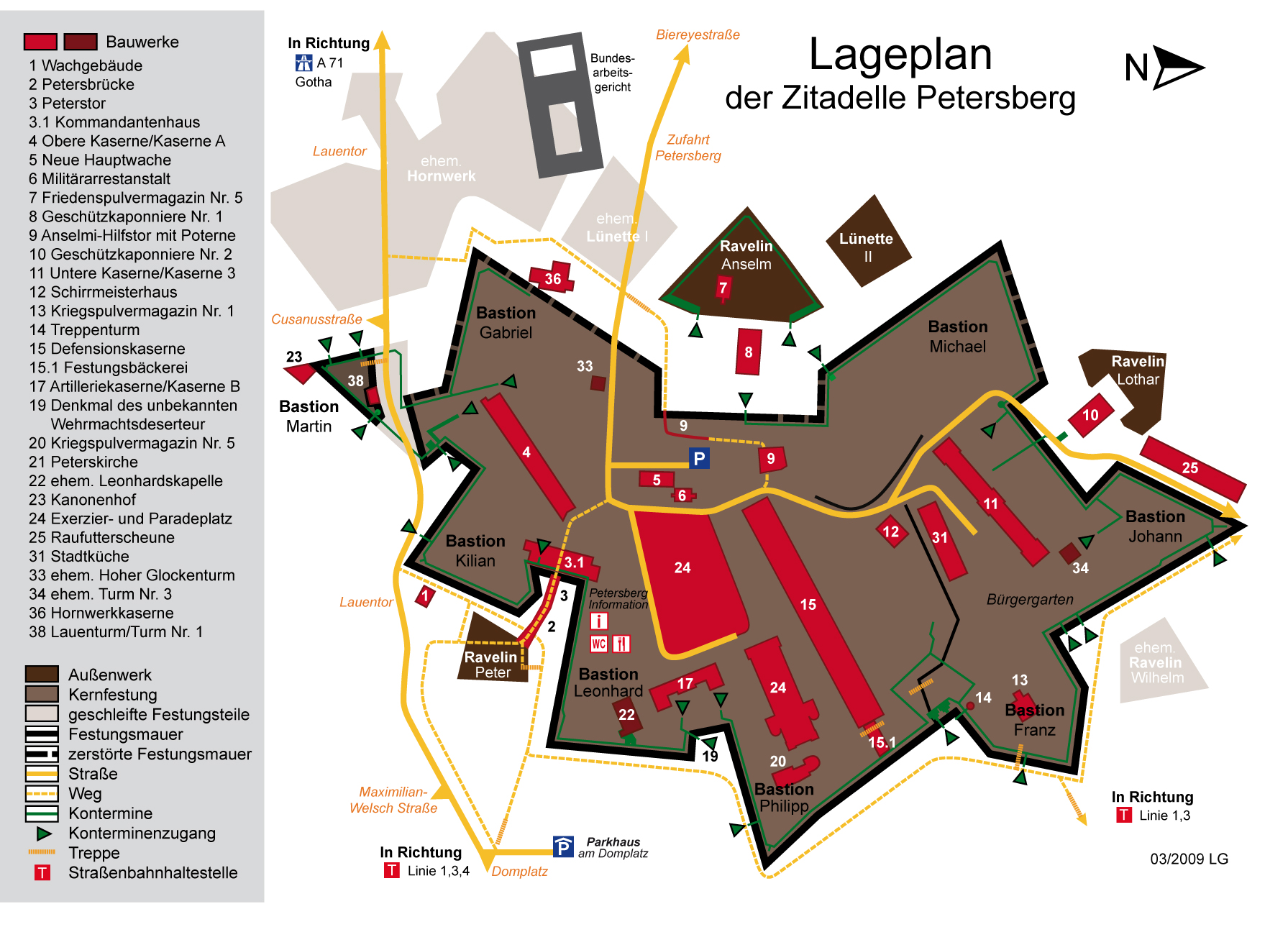
Planta da Cidadela de Petersberg, 2009
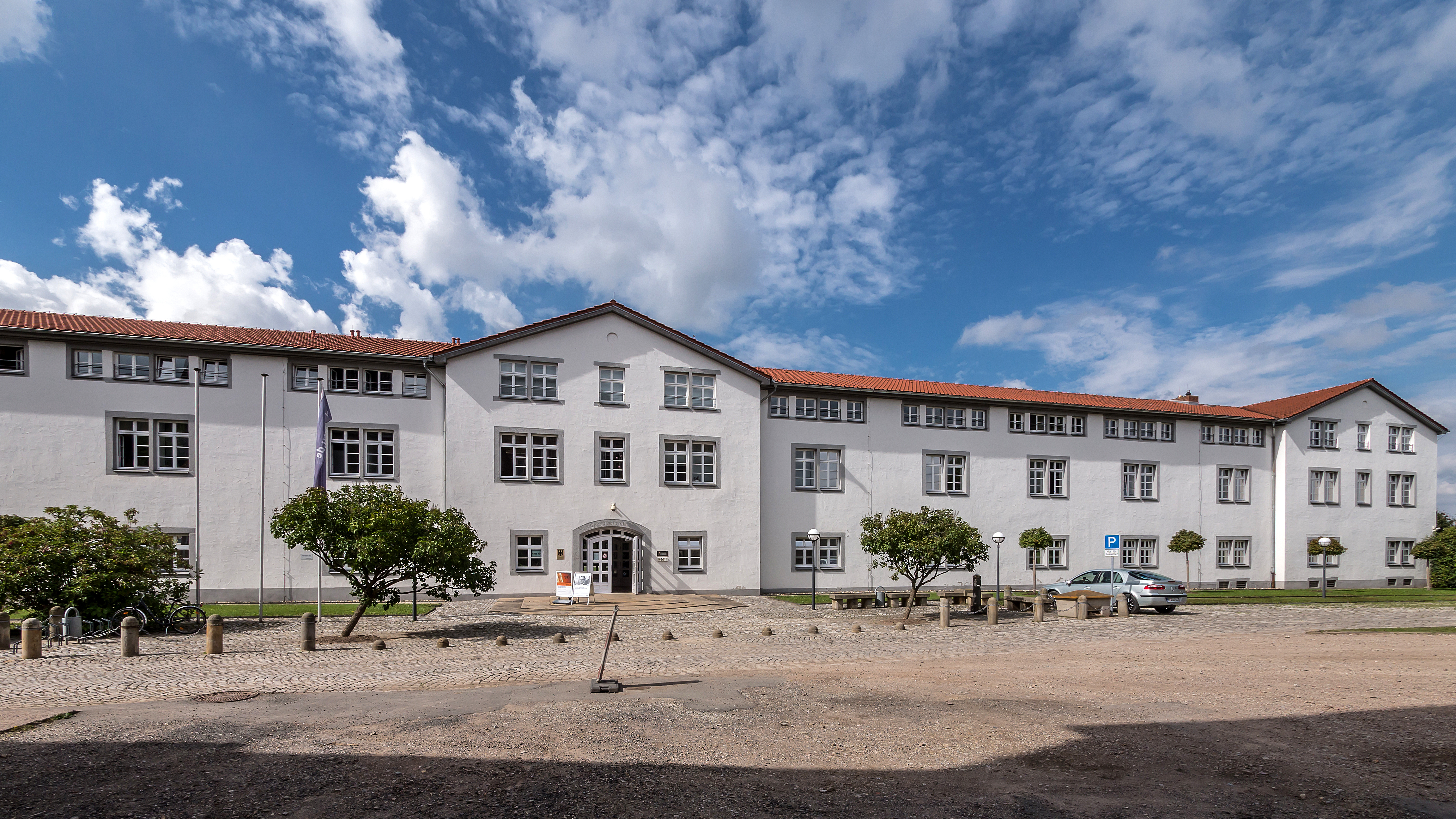
Antiga caserna, atual arquivo da Stasi, construído ca.1690
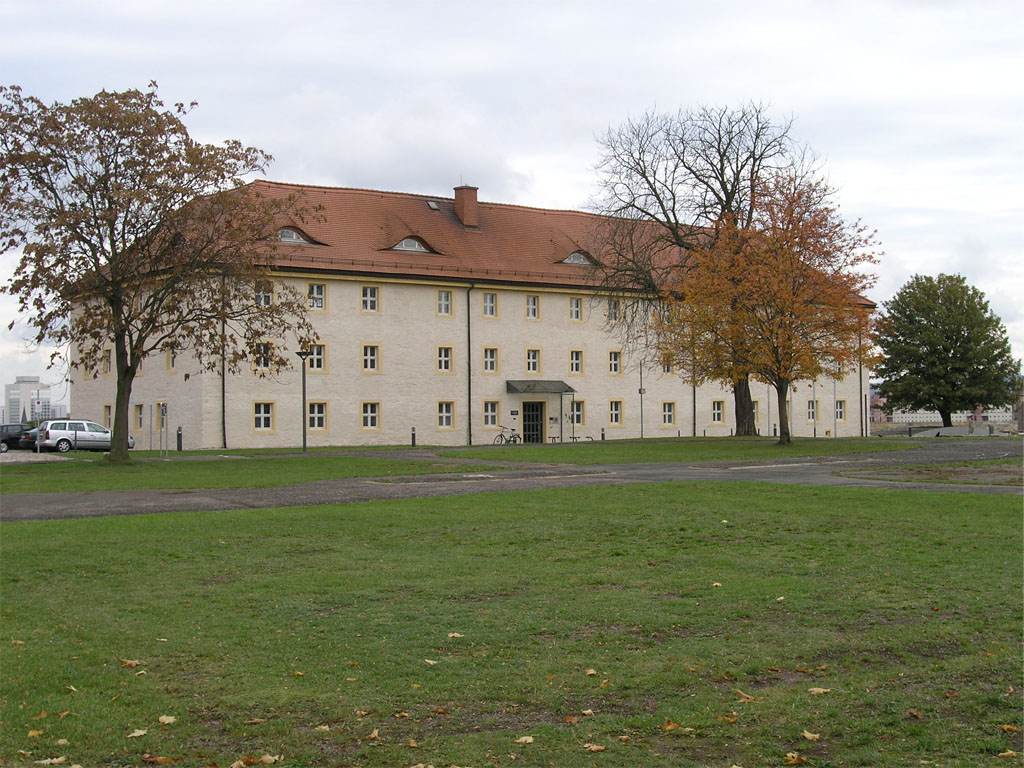
Caserna da Artilharia, construída entre 1679 e 1681
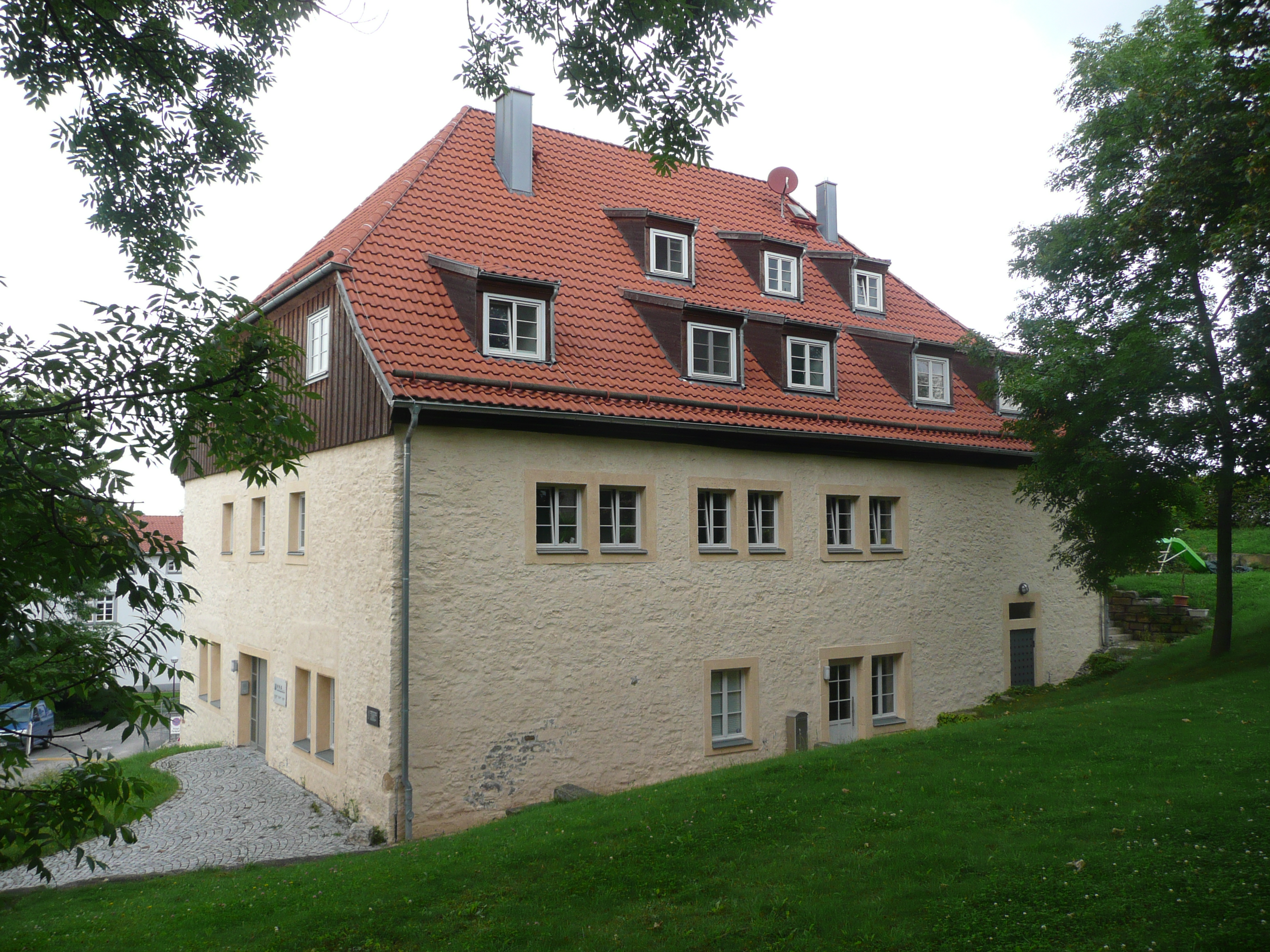
Caserna de manutenção, construída em 1530
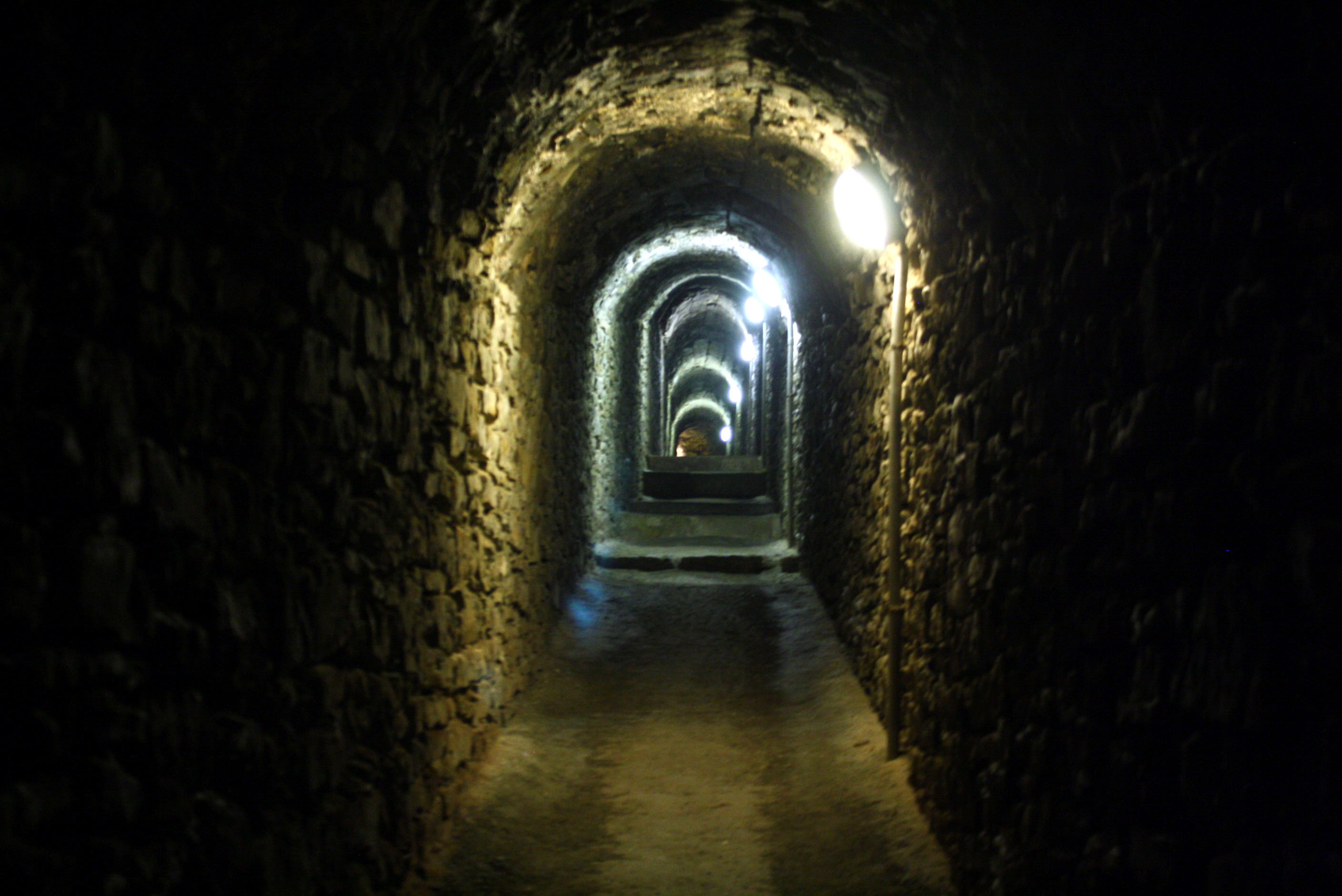
Túnel
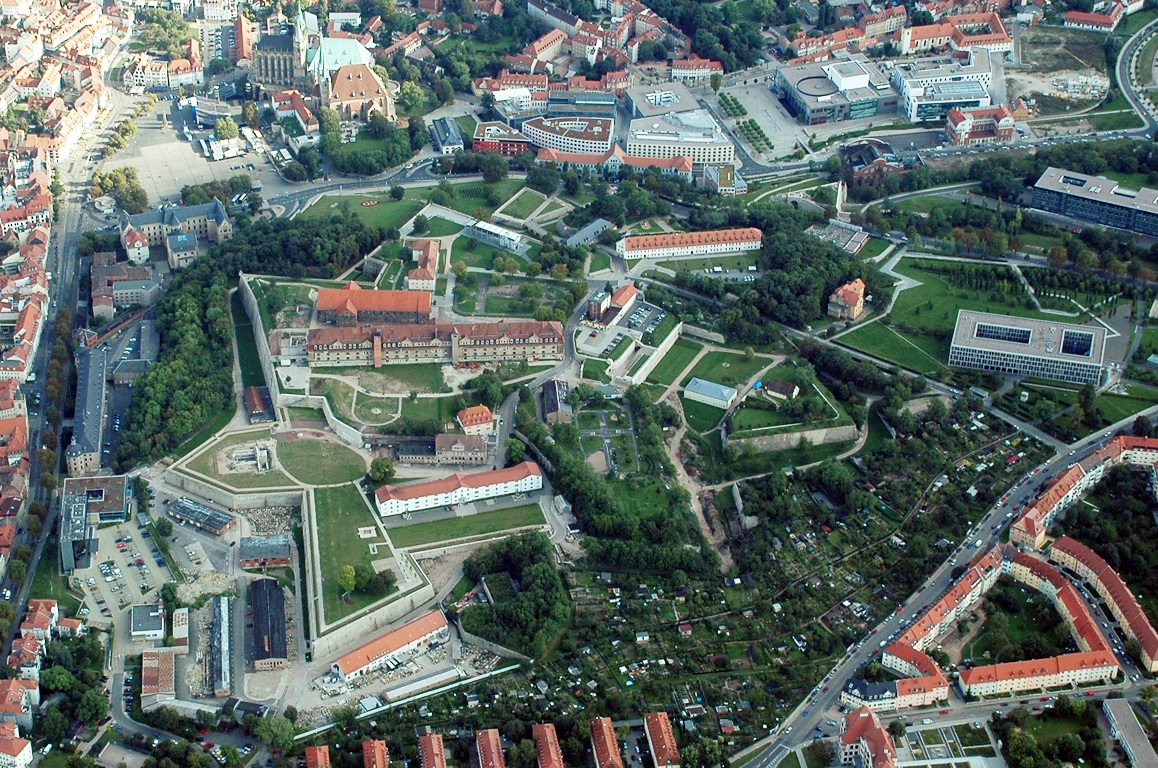
Perspectiva aérea da Cidadela de Petersberg, 2007
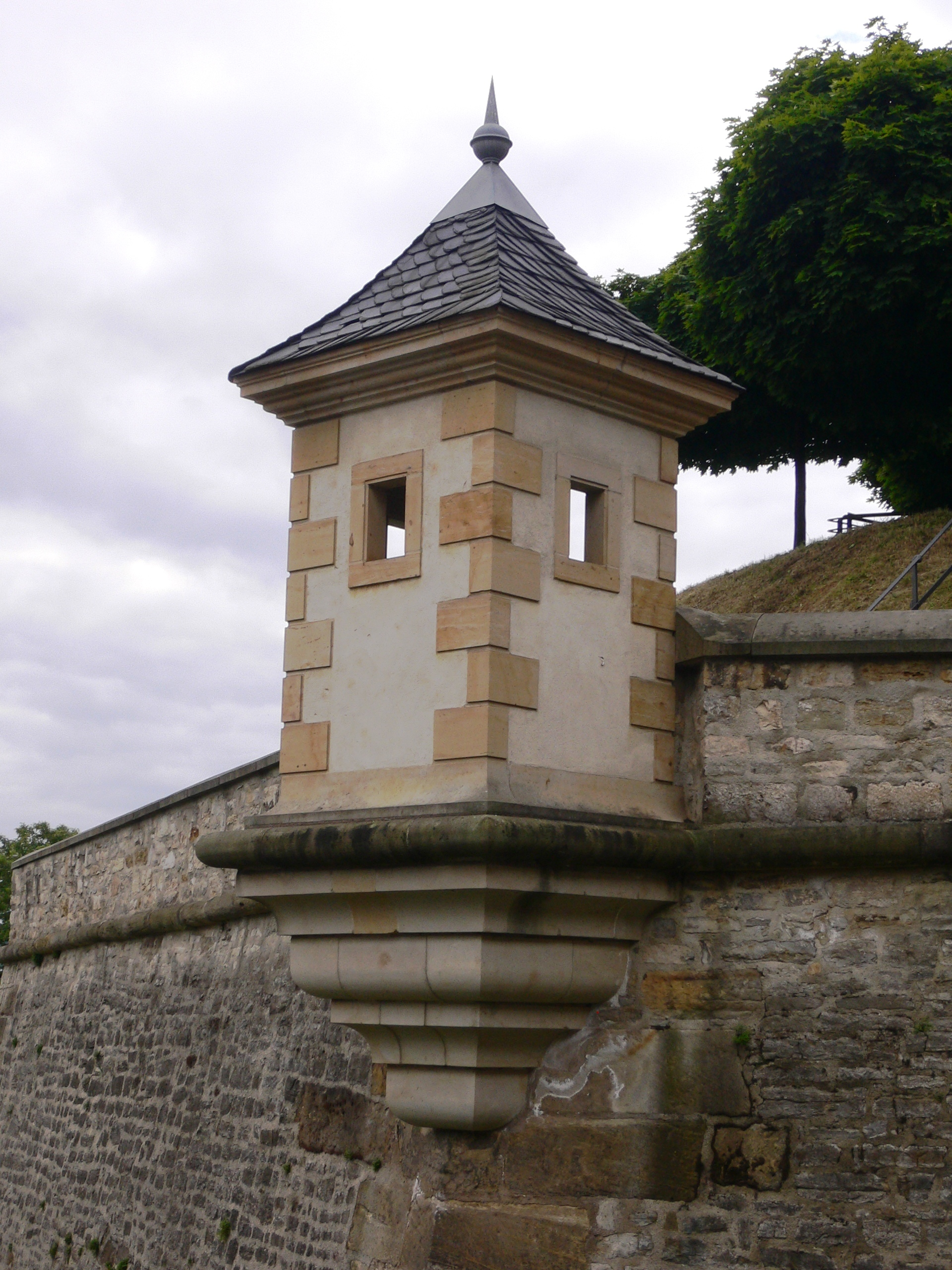
Sentinela
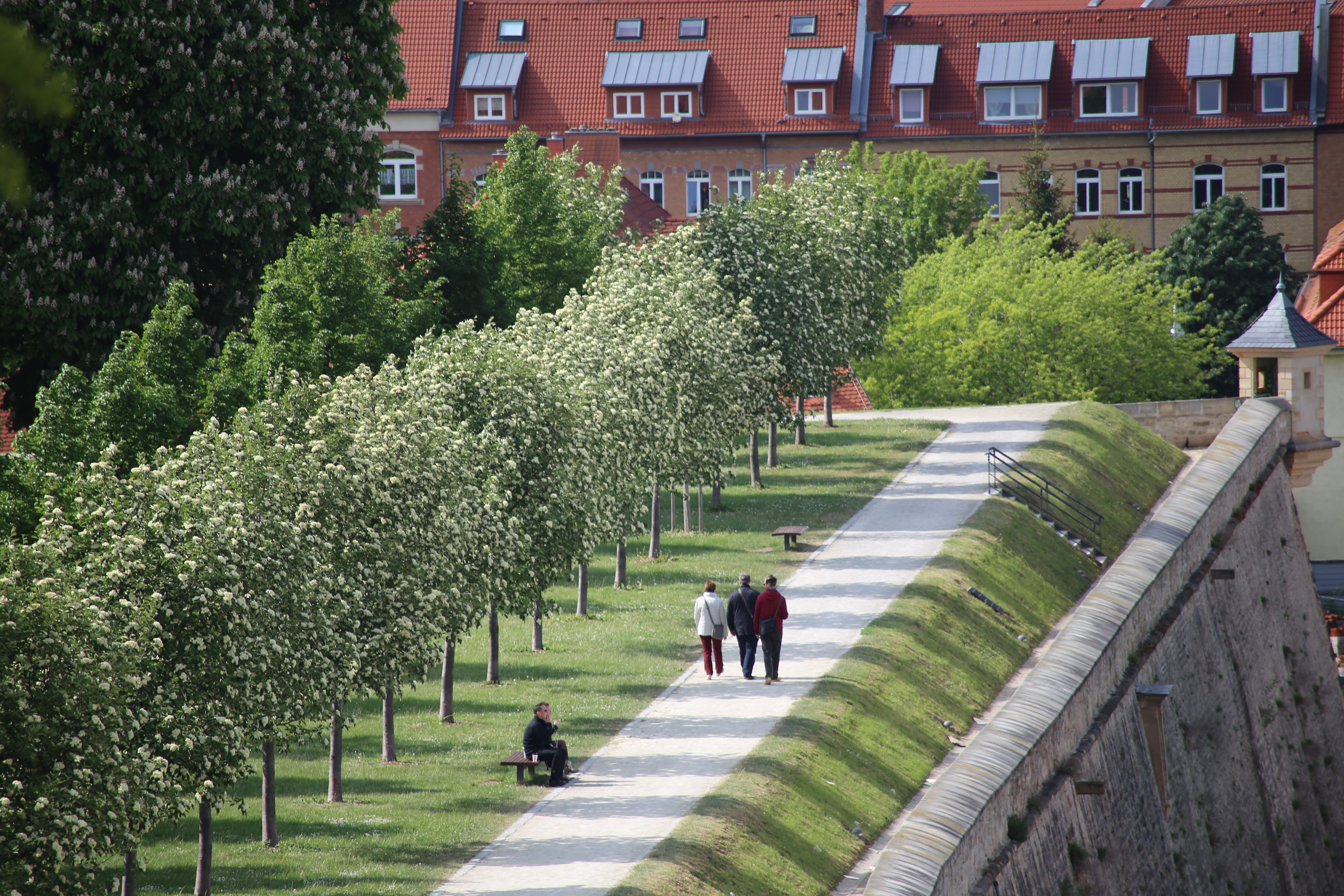
Caminho em torno da muralha, maio de 2015
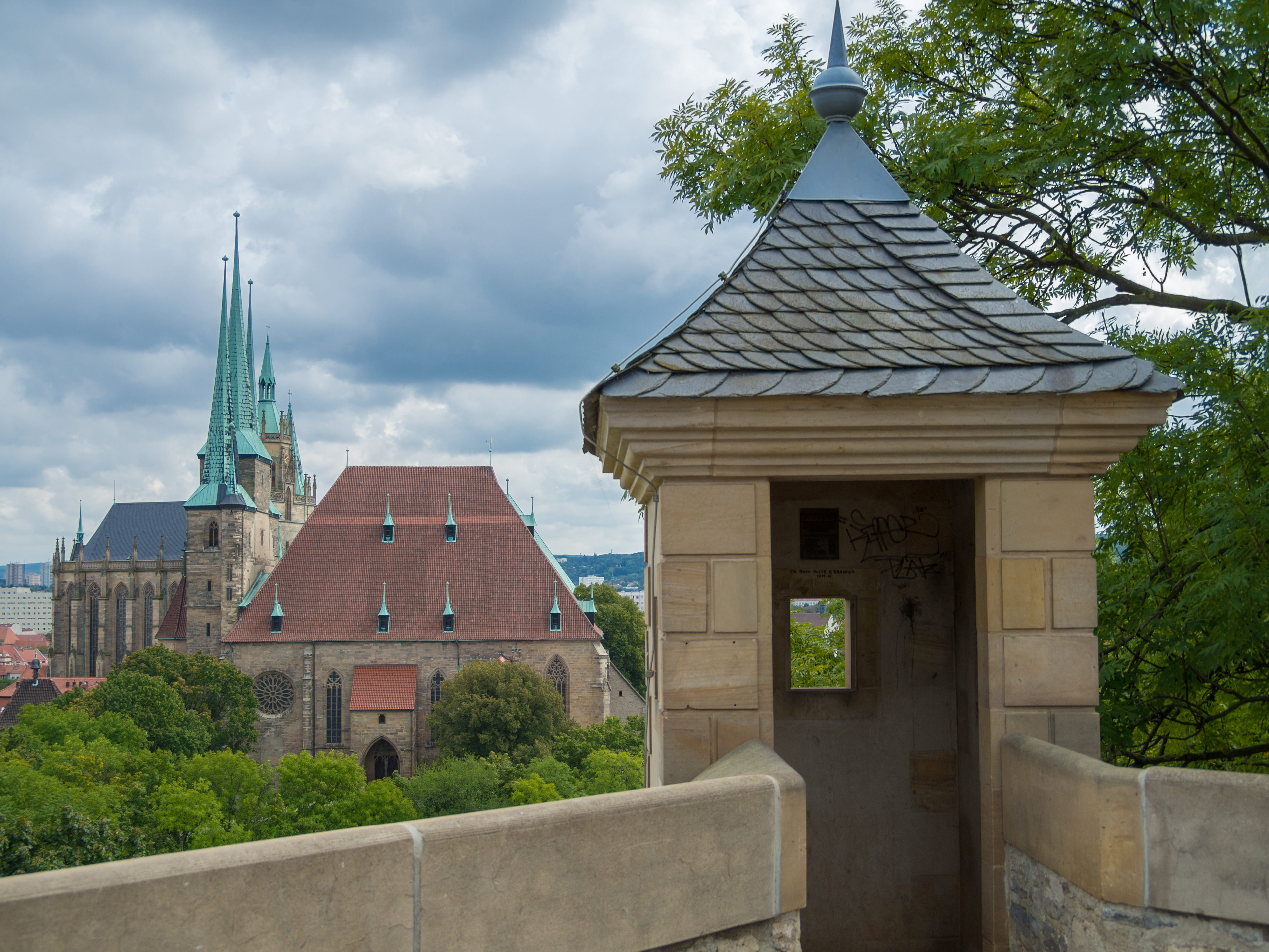
Vista da Catedral de Erfurt e Severikirche da Cidadela de Petersberg
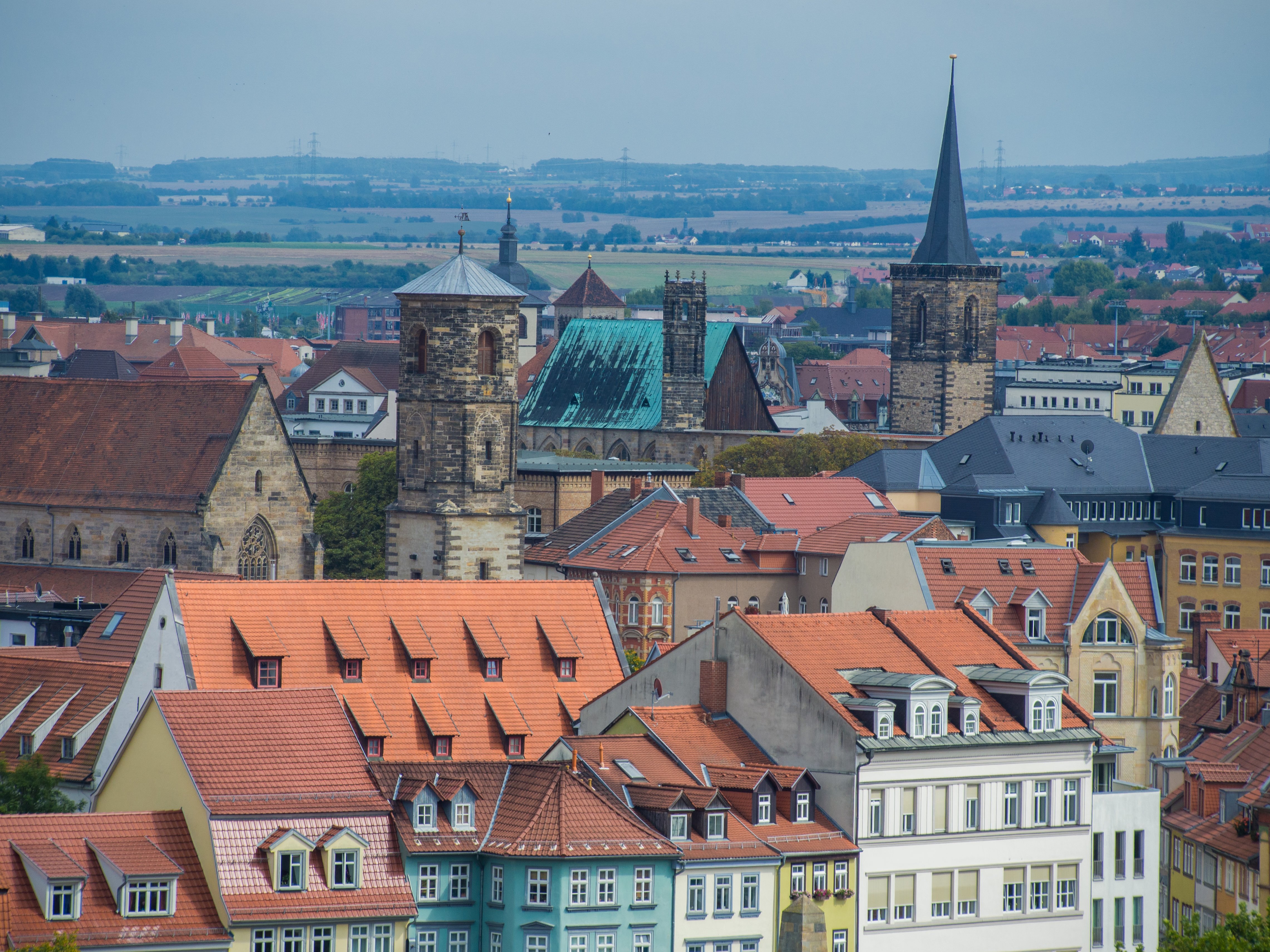
Vista da Cidade Velha de Erfurt
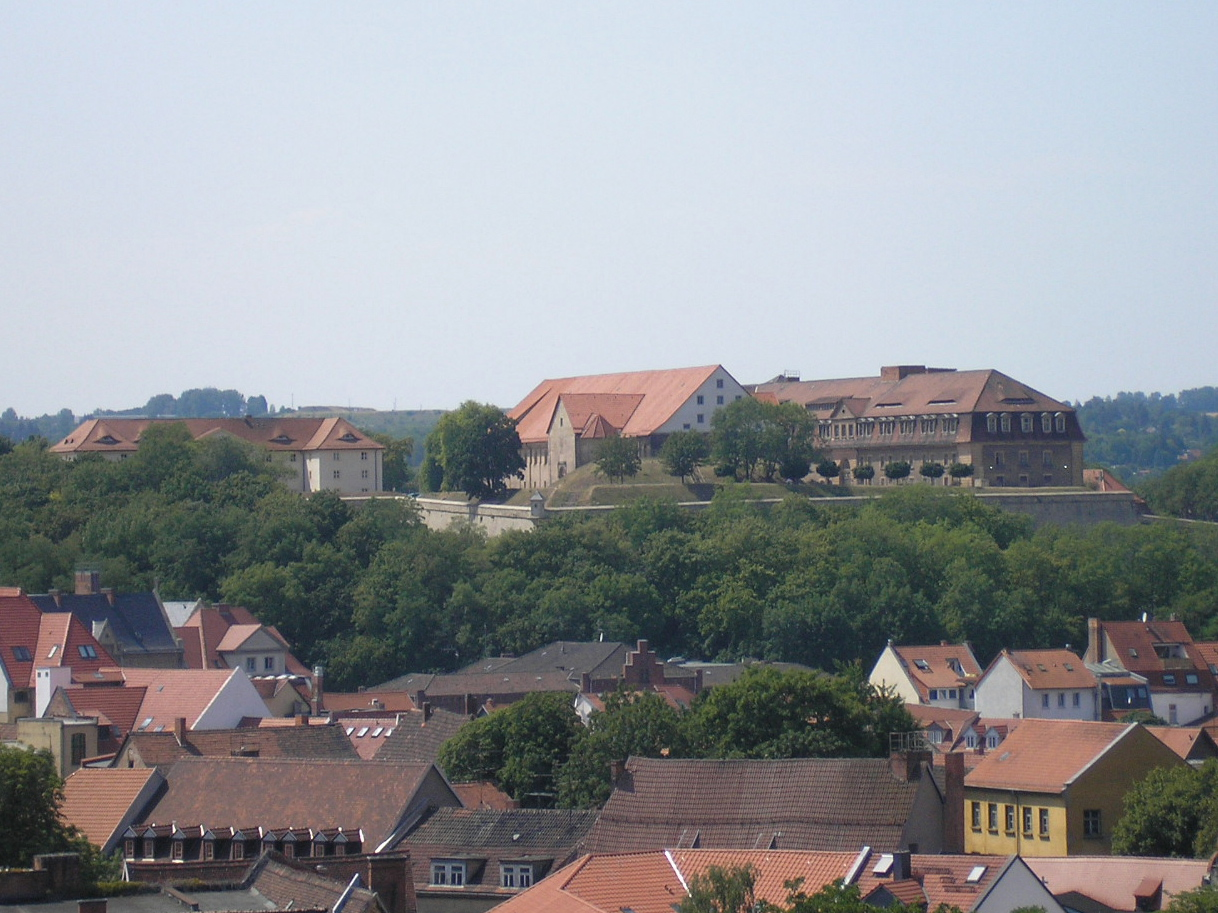
Igreja de São Pedro e Caserna
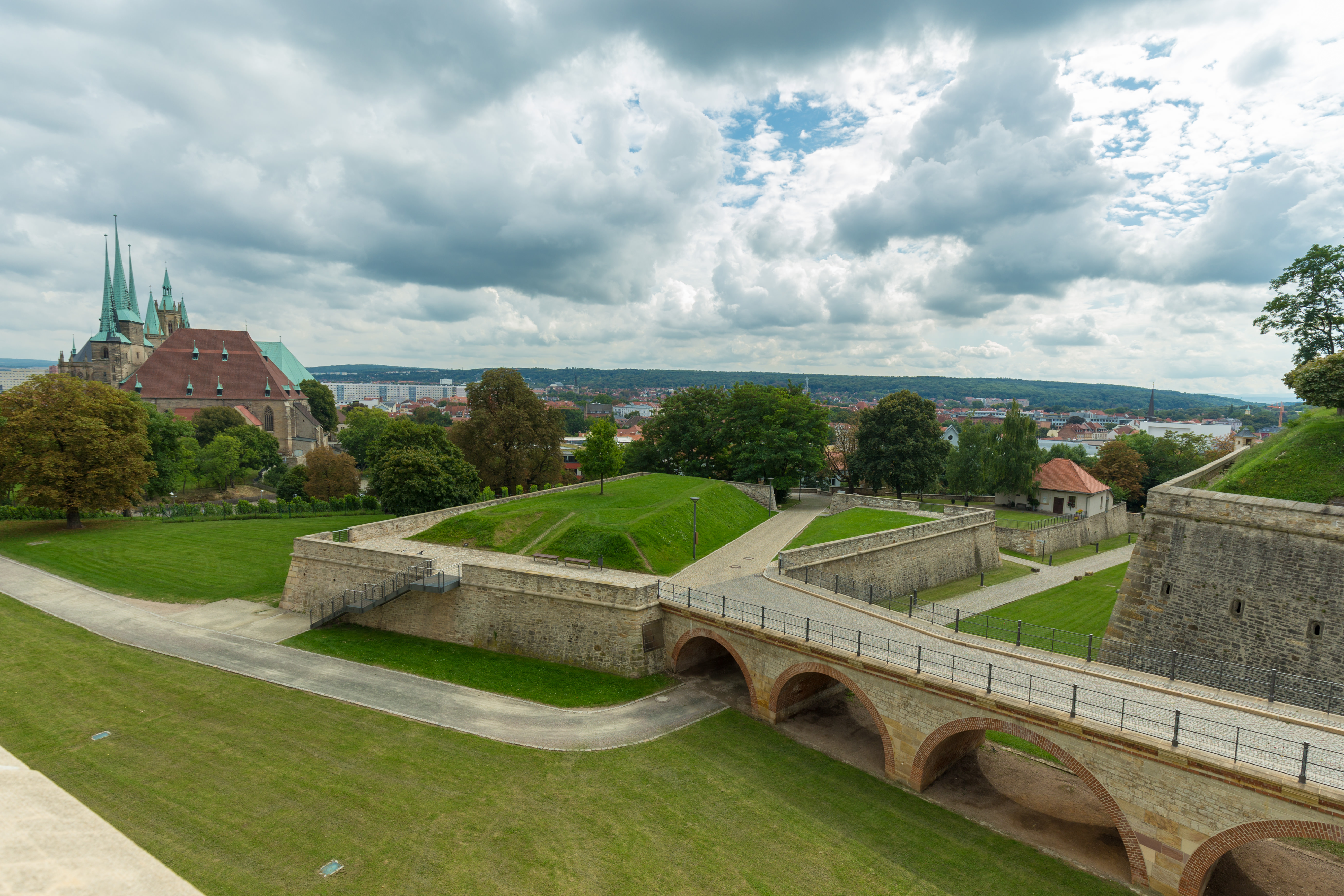
Revelim Peter, construído em 1708 e ponte de acesso, 2014
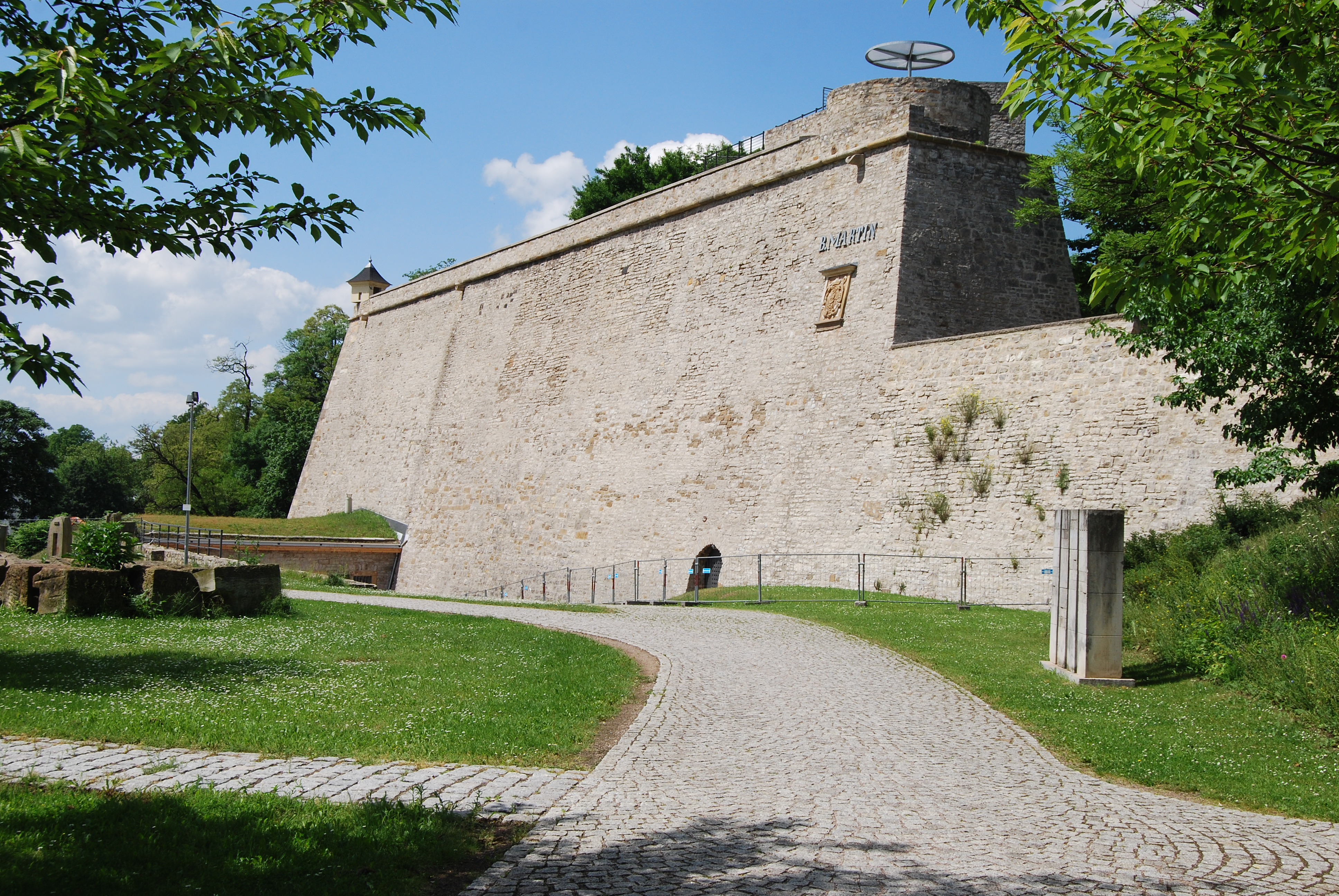
Bastião Martin, construído entre 1667 e 68,
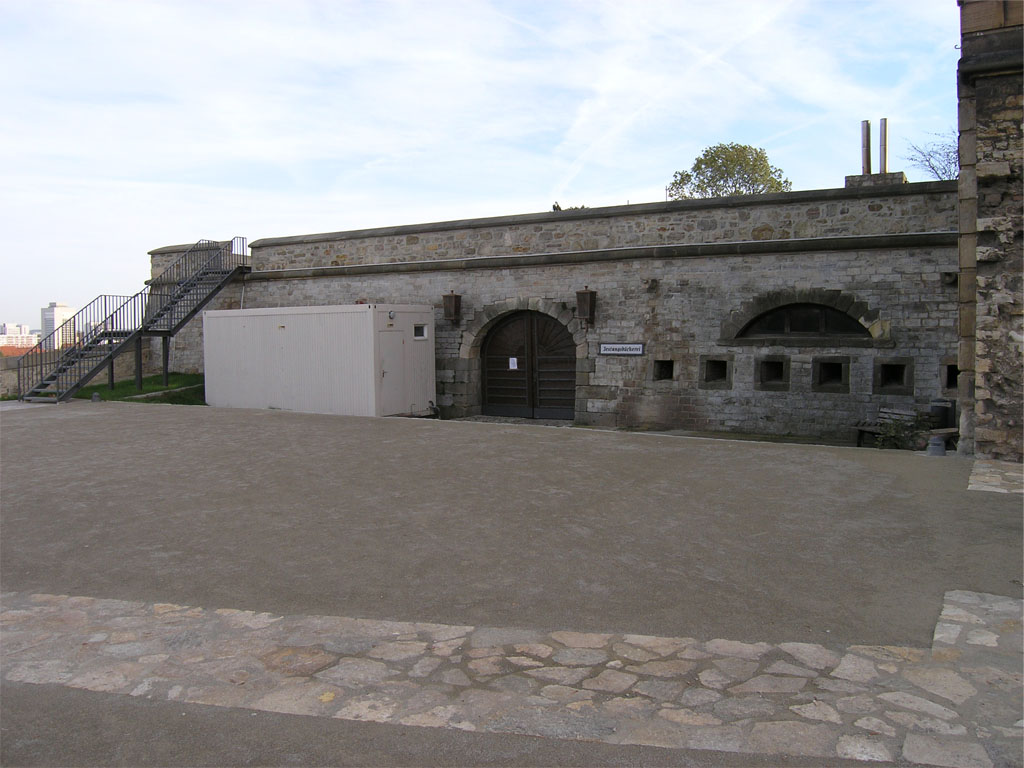
Padaria da fortaleza, construída em 1832
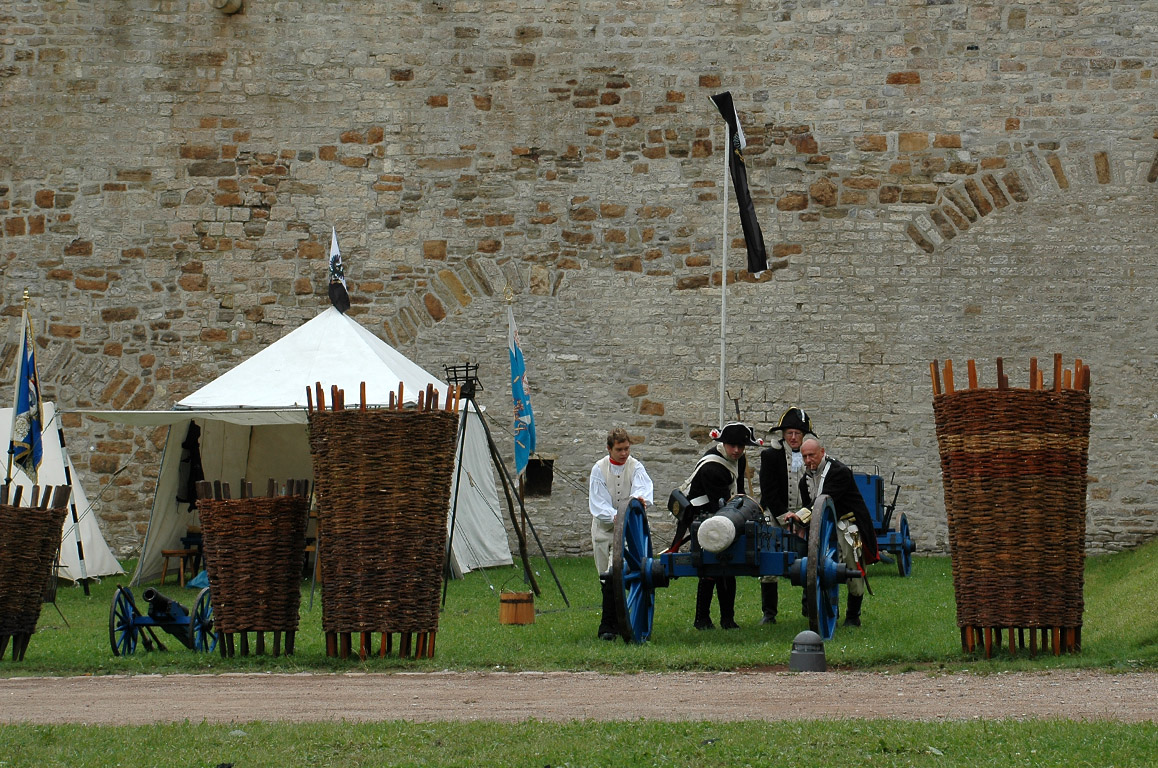
Encenação dos soldados prussianos usando canhões na cidadela de Petersberg, 2007
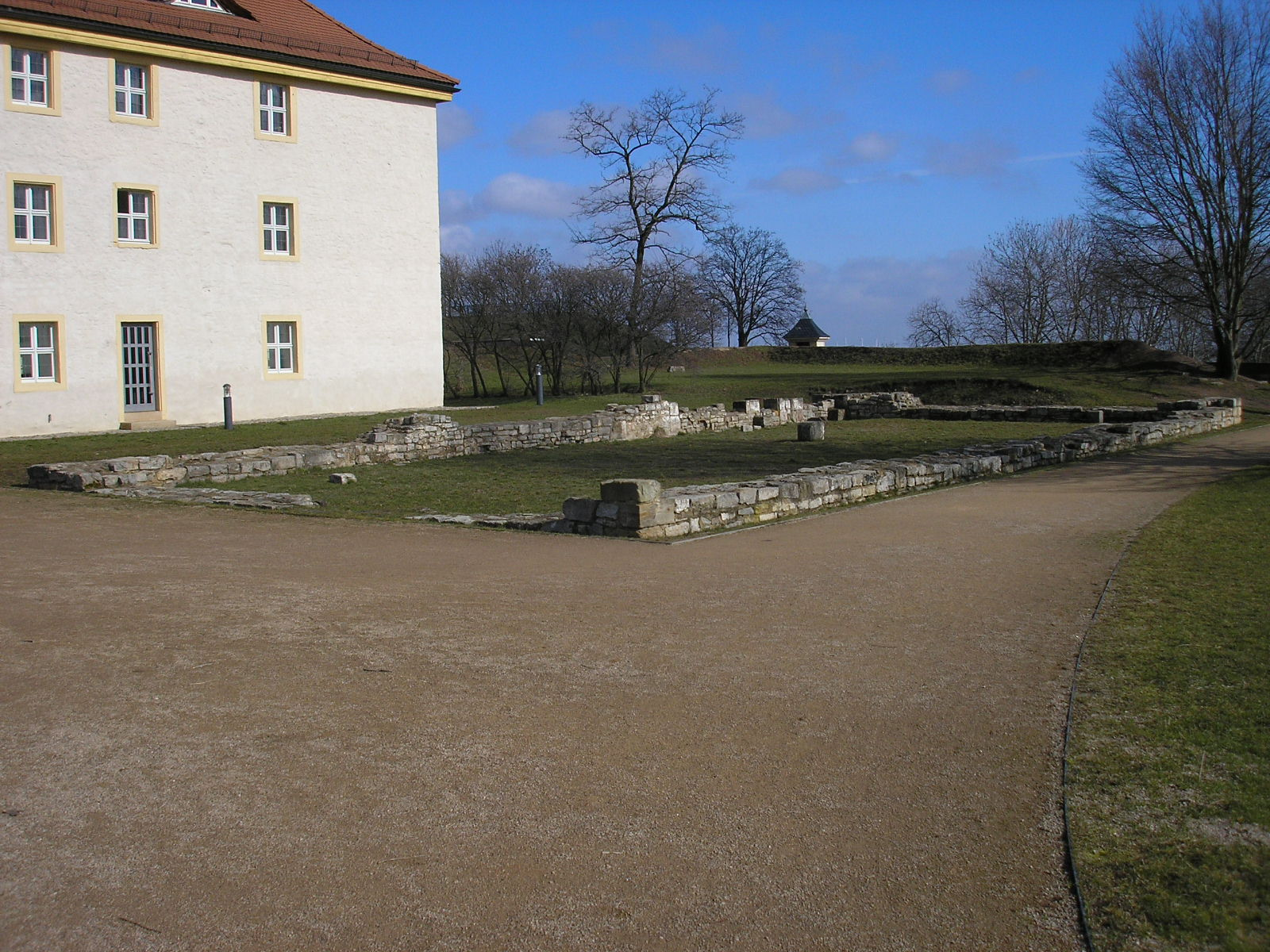
Fundações da Leonhardskirche